# Ensemble Marktplatz und Marktstraße (Untergriesbach)

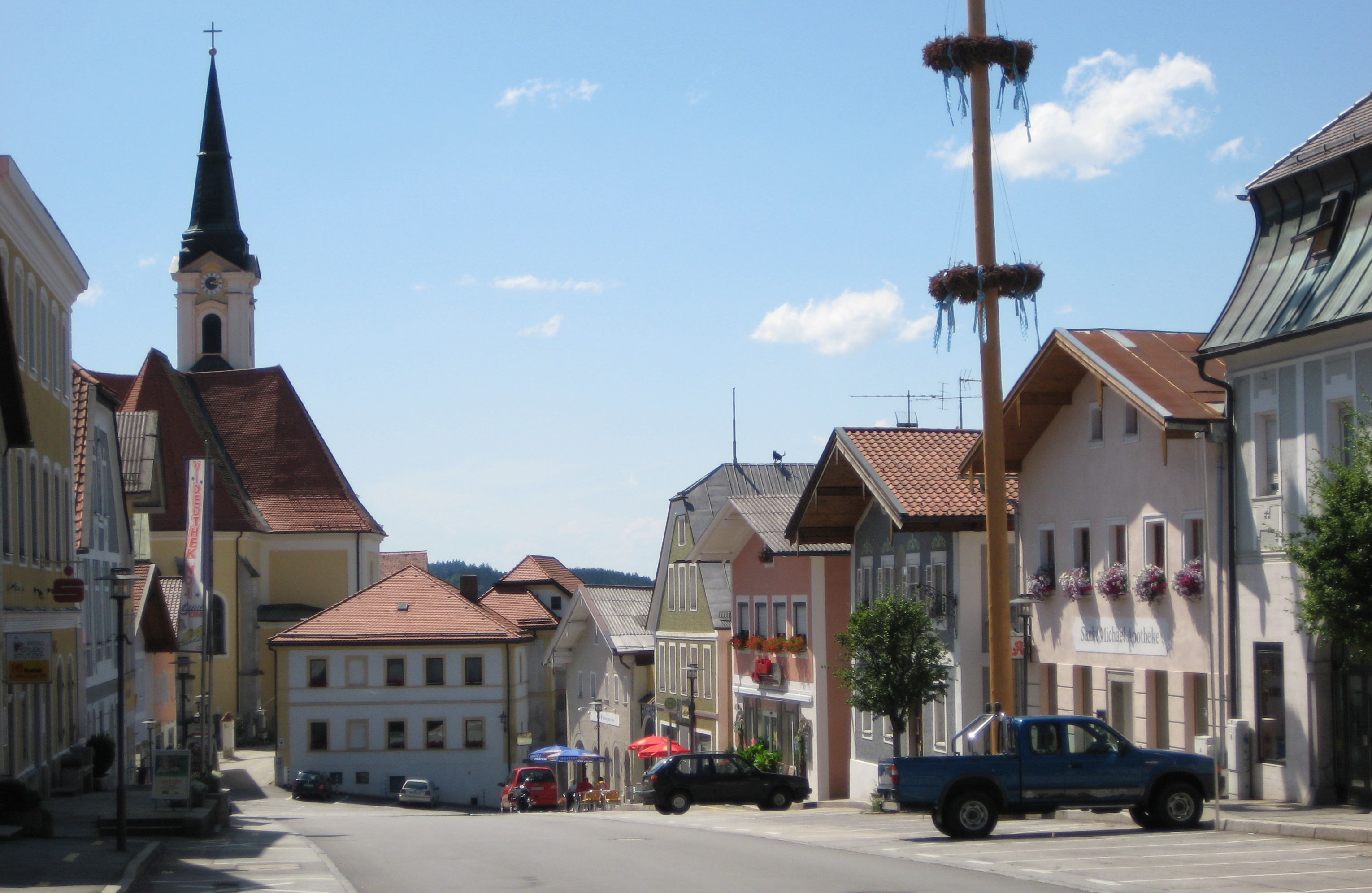
Marktplatz in Untergriesbach

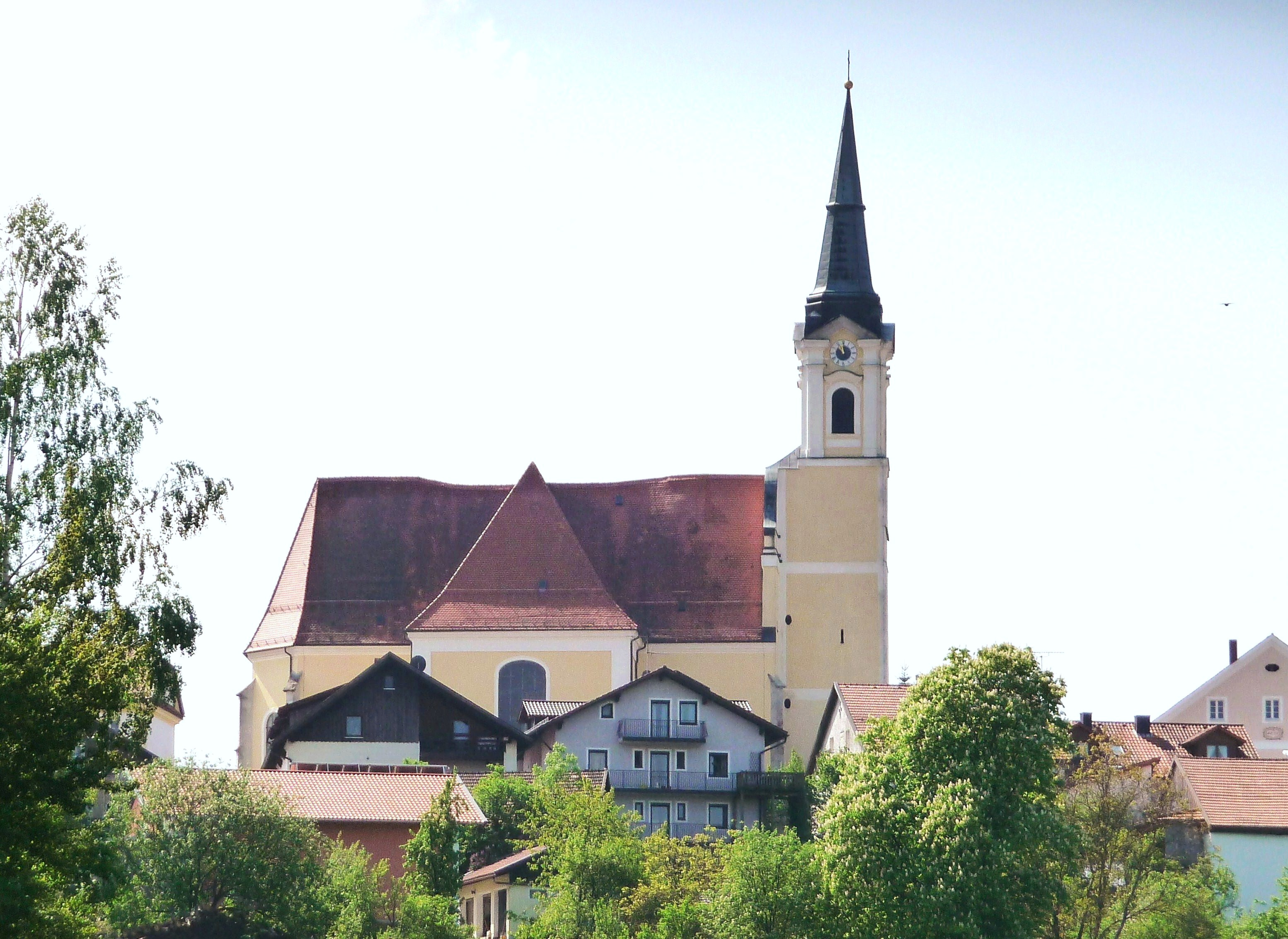
Kirche St. Michael

Das Ensemble Marktplatz und Marktstraße in Untergriesbach, einer Gemeinde im niederbayerischen Landkreis Passau, ist ein Bauensemble, das unter Denkmalschutz steht. Es umfasst die Hauptstraße mit ihrer Bebauung sowie den beherrschenden Bau der Pfarrkirche St. Michae mit altem Friedhof und Pfarrhof.

## Beschreibung
Der westöstlich verlaufende, sehr geradlinige und zum Platz ausgeweitete Straßenraum liegt im Zuge der alten Durchgangsstraße auf einem freien Bergrücken. Diese für die Marktorte im unteren Bayerischen Wald charakteristische Lage kam in dem alten Namen des Ortes „Griesbach am hohen Markt“ zum Ausdruck. 
Der älteste Teil der Siedlung ist vermutlich im Bereich der Pfarrkirche St. Michael am Westende des Marktplatzes zu suchen. Von hier aus erfolgte der Ausbau der Marktstraße nach Osten, der wohl mit der Marktrechtsverleihung durch Bischof Otto von Passau im Jahr 1260 in Zusammenhang zu bringen ist. 
An der nordöstlichen Ecke der hohen Kirchhofummauerung setzt die bürgerliche geschlossene Bebauung ein. Die meist zweigeschossigen verputzten Giebel-, Traufseit- und Halbwalmhäuser gehen in der Regel auf das 18. und 19. Jahrhundert zurück. Einige zeichnen sich durch gotisierende Kragsturzportale, durch Fassadenstuck in Formen des späten Barock und Fassadengliederungen in klassizistischen Formen aus. 
Die Marktstraße bildet den oberen östlichen Teil des Platzes. Ihre Bebauung ist ähnlich, doch schlichter als im Westteil des Ensembles: Unter den Anwesen haben sich einzelne bäuerliche erhalten, die sich an der Straßenseite in die Platzwände einordnen und rückwärts Hofanlagen aufweisen. 
Der Höhepunkt des Ensembles ist die barocke, vom hochgelegenen Friedhof umgebene, Pfarrkirche St. Michael mit ihren drei hohen Dächern und dem Turm, die im Westen das Platzbild optisch abschließen und deren Erscheinung selbst in den höher gelegenen östlichen Teilen des Platzes noch wirksam ist.

## Einzeldenkmäler
- Marktplatz 10: Wohnhaus
- Marktplatz 12: Wohnhaus
- Marktplatz 15: Wohnhaus
- Marktplatz 16: Gasthaus Lanz
- Marktplatz 20: Wohn- und Geschäftshaus
- Marktplatz 21: Wohnhaus
- Marktplatz 27: Katholische Pfarrkirche St. Michael
- Marktplatz 29/31: Ehemalige Schule
- Marktstraße 8: Wohnhaus
- Marktstraße 12: Wohnhaus
- Marktstraße 30: Wohnhaus

Siehe auch: Liste der Baudenkmäler in Untergriesbach